# Премія Кошута
Премія імені Лайоша Кошута (угор. Kossuth-díj) — угорська державна нагорода, яку вручають за досягнення у сфері культури. Заснована у 1948 році до святкування 100-річчя Угорської революції 1848—1849 років. Названа на честь угорського національного героя, лідера революції Лайоша Кошута. Вручає премію Президент Угорщини щорічно 15 березня у річницю початку революції. До 1990 року її присуджувал Національна асамблея Угорщини. До 1963 року крім діячів культури премією Кошута нагороджували також науковців та державних діячів.

## Лауреати
2019
| - Марі Теречік (Велика премія) - Тамаш Менігерт - Габор Сігеті - Дьєрдь Шельмечі - Петер Мюллер - Габор Міхалі | - Іштван Мадараші - Міклош Ковач - Гергей Колтей - Адам Кіслегі Надь - Золтан Катай - Міхай Калманді | - Іштван Гільдебранд - Каталін Дьонгьошші - Іштван Ференчес - Імре Чісар - Янош Балаз |

2018
| - Шандор Шара (Велика премія) - Цецилія Естергайош - Тері Тордаї - Марія Задорі - Естер Шюмегі - Тібор Рігер | - Суса Перелі - Золтан Олаг - Дьєрдь Ленгель - Іштван Лантош - Бенедек Кішш | - Шандор Дьорфі - Марія Геслер - Арпад Фаркас - Лаура Фараго - Шандор Беркесі |

2017
| - Тівадар Берталан - Єва Фешіш - Карой Френрейс - Андраш Галанфі | - Єва Келеті - Естер Надь-Калозі - Ласло Петерфі - Жужа Радноті | - Йожеф Ріхтер - Шильвія Шашш - Ласло Тагі-Тот |

2016
| - Адам Моккої (Велика премія Кошута) - Фецо Болаж - Міклош Бенедек - Ілона Будої - Шандор Чоорі - Адам Фаркаш | - Денеш Гуяш - Анна Кішш - Ілдіко Комлоші - Шандор Лукач - Іван Модорас - Ервін Надь | - Ласло Немеш - Геза Реріг - Шимон Шерфезе - Аврел Тіллаї - Цресенція Зеленак |

2015
| - Габор Альберт - Габор Бахман - Ференц Бач - Чобо Беде-Фозекош - Ласло Дьємант | - Ілдіко Гівешвелдьї - Ласло Кунковач - Каталін Мезеї - Моріко Освольд - Оскар Екреш | - Ференц Шопсон - Геза Сеч - Бела Толчвай - Hot Jazz Band |

2014
| - Анна Йокаї (Велика премія Кошута) - Крістоф Бораті - Янош Береш - Золтан Богуш - Імре Борарош - Петер Добої - Ілдіко Гаморі - Ендре Гегебіш - Ференц Яворі | - Аттіла Кішш - Кішш Томаш Кобзош - Арпад Коті - Каті Ковач - Пал Мачої - Міхай Меченьї - Янош Немет | - Дьордь Орбан - Ференц Шнетбергер - Клара Токач - Ференц Темеші - Шандор Тімар - Vujicsics együttes |

2013
| - Ференц Андраш - Роберт Чіксентміхаї - Csík zenekar - Ласло Дубровой - Гера Золтан - Мартон Колас | - Мартон Корінті - Анна Кубіньї - Карой Меч - Omega - Шандор Остер - Вера Пап - Петер Рудольф | - Ференц Шайдік - Єва Шуберт - Каталін Сворак - Йожеф Торної - Золтан Журафскі |

2012
| - Шандор Чоорі (Велика премія Кошута) - Петер Болаж - Іштван Дардаї - Ференц Демьєн - Дьордь Фекете - Дьюла Гарангозо - Барнабаш Келемен | - Акош Ковач - Еріка Міклоша - Ержі Пастор - Ілдіко Пірош - Габор Ревіцкі - Ференц Шебе | - Дьозо Шомодьі - Ласло Секелі - Іштван Сентондрашші - Петер Восоді - Дьордь Вукан |

2011
| - Іштван Немешкюрті (Велика премія Кошута) - Андраш Береч - Петер Блошко - Габор Чоко - Ласло Фелдеш - Аполлонія Ковач | - Агота Крістоф - Анна Кубік - Адам Моккої - Адам Медвецкі - Юдіт Рейгл | - Ференц Рофуш - Дьордь Шандор - Дьордь Сободош - Томаш Сорко - Аттіла Віднянскі |

2010
| - Янош Окной - Томаш Олмаші - Італа Бекеш - Золтан Безереді - Маріанн Чернуш - Томаш Фенер | - Ендре Гарканьї - Шандор Кордош - Андраш Ференц Ковач - Ференц Лонтош - Петер Лендьєл - Андраш Ловоші | - Дьюла Маар - Агі Моргітої - Іштван Мотуз - Оскар Попп - Ференц Родош - Жужа Раковскі |

2009
| - Карола Агої - Міхай Болаж - Шандор Гаспар - Дьордь Гейгер - Геза Гедебіш - Каталін Гетей - Марта Яношкуті - Томаш Юронич | - Адель Ковач - Габор Мате - Ласло Ройк - Янош Рожо - Пал Шандор - Йожеф Шарі | - Егон Шмідт - Томаш Сіртеш - Андре Тот - Соболч Вародь - Єва Варі - Ласло Вегель |

2008
| - Ференц Бараньї - Юдіт Елек - Янош Фойо - Адам Фішер - Корнель Хорват - Андраш Елеш - Міклош Габор Кереньї - Акош Кертес | - Янош Кішш - Жужа Конч - Петер Ковач - Ержебет Кутвельї - Дьордь Лукач - Тібор Мате - Юдіт Погань | - Дьордь Рабо - Дежо Ранкі - Міклош Сентельї - Агі Сіртеш - Йожеф Уташші - Левенте Ворго |

2007
| - Янош Надь - Ласло Деш - Петер Фелді - Ласло Гальффі - Дьюла Гуяш - Адам Хорват - Андраш Керн - Дьордь Кевеш | - Ференц Коша - Андраш Лігеті - Ласло Пойж - Лайош Парті Надь - Іштван Паркаї - Міклош Переньї | - Ілдіко Печі - Ірен Псота - Ерне Рубік - Ференц Шанто Молодший - Тібор Сілаї - Жужа Такач - Отто Тольнаї |

2006
| - Маргіт Банго - Шандор Бенко - Лайош Борош - Іветта Божик - Естер Чаканьї - Іштван Ференц - Іван Фішер - Габор Гергей | - Янош Гершко - Міклош Янчо - Габор Коратсон - Янош Кулка - Петер Ленер - Андор Лукач - Янош Медьїк - Еміль Петрович | - Гізелла Шолті - Дьордь Шпіро - Ержебет Сеньї - Зоран Стевановіті - Задор Тордої - Неллі Ваго - Шандор Жотер |

2005
| - Bachman Zoltán - Gyula Bodrogi - Buda Ferenc - Déry Gabriella - István Eörsi - János Gálvölgyi - Kemény Henrik - Золтан Кочіш | - Körmendi János - Lázár Antal - Molnár Sándor - Pauer Gyula - Іван Шандор | - Szakcsi Lakatos Béla - Магда Шекелі - György Szomjas - Valló Péter - Vitray Tamás - Пал Завада |

2004
| - Ударний ансамбль Амадінда - Деметер Балла - Bertók László - Bíró Miklós - Gergely Bogányi - Borvendég Béla | - Ференц Грунвальскі - Líviusz Gyulai - Hencze Tamás - Ласло Краснахоркаї - Kati Lázár - Lehoczky Zsuzsa | - Маріанна Мур - Popova Aleszja - Андреа Рост - Tőzsér Árpád |

2003
| - Андраш Балінт - Адам Бодор - Cságoly Ferenc - Hager Ritta - Єва Яніковскі | - Kalmár Magda - Király Levente - Дьордь Лігеті - László Marton - László Marton | - Дора Маурер - Імре Оравеч - Gábor Presser - Бела Тарр - Вайда Янош |

2002
| - Імре Бак - Маргіт Бара - Петер Етвеш - Аттила Ференцфі-Ковач - Galambos Erzsi | - Ель Казовський - Імре Кереньї - Marsall László - Méhes György | - Аладар Пеге - Taub János - Uhrik Teodóra - Varga Domokos |

2001
| - Bánffy György - Bari Károly - Іштван Белла - Геза Беременьї - Тамаш Чех - Csikós Attila - G. Dénes György | - Жужанна Ердельї - Enikő Eszenyi - Judit Halász - Zoltán Jeney - Kampis Miklós - Kovács János | - Kő Pál - Lükő Gábor - Іштван Надлер - Szervátiusz Tibor - Szilágyi István - Янош Тот |

2000
| - Ілона Береш - Tibor Bitskey - Böszörményi Géza - Fehér László - Агнеш Гергель - Görömbei András | - Lívia Gyarmathy - Harasztÿ István - Illés - Kaláka - Ilona Keserü - Міклош Кочар | - Гаспар Надь - Золтан Надь - Петер Реймгольц - Денеш Сабо - Дьюла Сабо - Каталін Вольф |

1999
| - Baranyay András - Іштван Чукаш - Шандор Девеньї - Карой Еперьєш - Джозеф Грегор - Лайош Грендель | - Gyula Hernádi - Янош Класс - Korniss Péter - Mészöly Dezső - Muzsikás - Джозеф Непп | - Рожа Полгар - Марта Шебештьєн - Soproni József - Марі Теречік - Udvardi Erzsébet |

1998
| - Іван Дарваш - Hágai Katalin - Геза Хофі - István Iglódi - Тамаш Конок - Ласло Лакнер | - Lászlóffy Aladár - Kamilló Lendvay - Gábor Mádi Szabó - Шандор Ракош - Sólyom-Nagy Sándor | - Györgyi Szakács - Sztankay István - Деже Тандорі - Vadász György - Тамаш Вашарі |

1997
| - Almási Éva - Квартет імені Бартока - Тібор Чернуш - Csete György - Петер Готар - Jenő Jandó | - Дьордь Йованович - Петер Келен - Імре Кертес - Габор Конц - Єва Мартон | - Schäffer Judit - Somlyó György - Szakonyi Károly - Ференц Зенте |

1996
| - Ildikó Bánsági - Марі Чомос - Петер Естерхазі - Йожеф Фінта - Тамаш Йордан - Золтан Каллос | - Király József - Андраш Козак - Дьордь Куртаг - Ервін Лазар - Ервін Лукач | - Йожеф Мадараш - Дьордь Петрі - Ráday Mihály - Андраш Шіфф - Szántó Tibor |

1995
| - Babarczy László - Békés András - Йолан Фолтін - Арнольд Гросс - Jancsó Adrienne | - Lakatos István - Ласло Латор - Piroska Molnár | - Mihály Schéner - László Sinkó - Török Ferenc |

1994
| - Петер Андорай - Ференц Бан - Dobos László - Дьордь Фалуді - Ференц Гергей - Gyurkovics Tibor - Hubay Miklós | - Анна Йокай - Янош Кенде - Tamás Lossonczy - Molnár András | - Лілла Партай - Sík Ferenc - Лайош Швабі - Нора Таборі |

1993
| - Károly Antal - Bartha László - Юлі Басті - Cserny József - Пал Дейм | - Jurcsik Károly - Шандор Каньяді - Novák Ferenc - Onczay Csaba | - Páskándi Géza - Sándor Reisenbüchler - Ruszt József - Юдіт Шандор |

1992
| - István Ágh - Ascher Tamás - Іштван Бенчік - Fodor András - Horváth József - Петер Джозеф Кереньї | - Колош Ковач - Петер Надаш - Отто Орбан - Pesovár Ernő - Raksányi Gellért | - András Sütő - Лайош Салай - István Szőts - Анна Задор |

1991
| - Ференц Фаркаш - Іштван Гааль - Határ Győző - Елемер Рагаї - Імре Шраммель | - Szabó Miklós - Шандор Сабо - Szakály György - János György Szilágyi | - Дьюла Такач - Tatay Sándor - Géza Tordy - Zalaváry Lajos |

1990
| - Аттила Бозай - Дьордь Черхальмі - Шандор Чоори - Ерне Донаньї - Eckhardt Sándor - Gyarmathy Tihamér - Дьюла Гайночі - Бела Гамваш | - Золтан Гусарик - Jékely Zoltán - Габор Кевегазі - Янош Кодоланьї - Бела Кондор - Дьордь Конрад - Золтан Латинович - Дьюла Лазичіус - Імре Маковец | - Шандор Марай - Марта Месарош - Міклош Месей - Molnár István - Lajos Őze - Ласло Полгар - Rajeczky Benjámin - Sinka István - Cs. Szabó László - Tóth Menyhért - Dorottya Udvaros |

1988
| - Farkasdy Zoltán - Деже Гараш - Бела Ковач - Іван Манді | - Melocco Miklós - Székely Gábor - Міклош Сенткуті | - Адам Сіртеш - Йоахим Светнік - Габор Жамбекі |

1985
| - Gábor Agárdy - Петер Бачо - Андре Балінт - Ене Барчай - Csorba Győző - Faragó András | - Петер Гауманн - Лайош Кольтаї - Kurucz D. István - Máthé Erzsi - Геза Оттлік - Ілдіко Понгор | - Янош Ролла - Дьордь Сараз - Марі Семеш - Андраш Селлеші - Tokody Ilona - Vas István |

1983
| - Шандор Баласса - Kokas Ignác - Іван Марко | - Ласло Маркуш - Дьордь Молдова | - Агнеш Немеш Надь - Szántó Piroska |

1980
| - Gyurkó László - Ласло Горнічек - Вероніка Кінчес - Еміль Грандп'єр Коложварі | - Ласло Менсарош - Лайош Міллер - Міклош Переньї - Янош Пилинський | - Ласло Серегі - Szilágyi Dezső - Тібор Вільт |

1978
| - Іван Дарваш - Імре Дожа - Жольт Дурко - Eck Imre - Дьюла Феледь - Ержебет Галгоці | - Іштван Галл - Петер Хусті - Marcell Jankovics - Kántor Sándor - Золтан Кочіш - Мемош Макріш | - Деже Ранкі - Шандор Шара - Магда Сабо - Vészi Endre - Vígh Tamás |

1975
| - Avar István - Імре Чанаді - Тібор Чернуш - Miklós Erdélyi - Ендре Феєш - Шарі Фелекі - Іштван Гадор | - Пал Кадоша - Kis József - Kiss Nagy András - Андраш Міко - Radnai György | - Raszler Károly - Тібор Шарай - Іштван Сабо - Hédi Váradi |

1973
| - Шандор Бортник - Тері Хорват - Дьордь Іллеш - Міклош Янчо - Ференц Юхас - Ференц Каллай - Komlóssy Erzsébet | - Дьордь Куртаг - Дьордь Легель - Lukács Miklós - Карой Макк - Ференц Мартин - Olsavszky Éva | - Іштван Еркень - Ференц Шанта - Марі Теречік - Імре Варга - Єва Журж |

1970
| - Квартет імені Бартока - Золтан Фабрі - Fónyi Géza - Ержебет Хазі - Дьюла Ієш - Дьордь Кальман | - Kiss István - Петер Комлош - Андраш Короді - Андраш Ковач - Marton Endre | - Пал Панді - Ференц Сеченьї - Miklós Szinetár - Vámos László - Шандор Вереш |

1966
| - Goda Gábor - Дьордь Еоган - Ласло Надь | - Еміль Петрович - Ірен Псота - Імре Шинкович | - Шандор Соколай - Ujfalussy József |

1965
| - Отто Адам - Бені Ференці - Анні Фішер - Габор Гарай - Ференц Гаваш - Róbert Ilosfalvy - Лайош Кашшак | - Карой Казимир - Еміль Кереш - Пал Лукач - Kálmán Nádasdy - Адель Ороч | - Антал Пагер - Pál Pátzay - Віктор Рона - Bence Szabolcsi - Váci Mihály |

1964
- Карой Ліка

1963
| - János Balogh - Benedek Marcell - Акош Часар - Джозеф Гарай - Гезп Горка - Illés Endre - Ласло Ямбор - Ендре Єней - Ілона Кассай | - Kiss István - Вільмош Комор - Янош Корбуль - Денеш Ковач - Йожеф Лендел - Маргіт Лукач - Ерік Молнар | - Pusztai Ferenc - Шандор Радо - Károly Reich - Ерне Рубік (авіаконструктор) - Szendrői Jenő - Дьордь Ваго |

1962
| - Bognár Rezső - Тібор Чібере - Ференц Ердеї - Fülöp Viktor - Юлія Дьордь - Дьордь Хайош - Антал Гідаш - Julesz Miklós | - Жужа Кун - Lehr Ferenc - Дьордь Меліс - Лайош Мештерхазі - Ленард Пал - Ласло Палоташ | - Tettamanti A. Károly - Tóth András - Ursitz József - Ференц Вамош - Vas István |

1961
| - Iván T. Berend - Donhoffer Szilárd - Шандор Феєш - Янош Ференчик - Holló László | - Lengyel Lajos - Джозеф Литвин - Реже Маннінгер - Карой Марот - Карой Полінскі | - Ránki György - Карой Тандорі - Tarján Imre - Янош Жідай |

1960
| - Янош Альберт - Almási István - Beke Ödön - Bezzegh László | - Йожеф Дарваш - Іштван Гусан - Kárpáti Aurél - Янош Мегеш | - Єва Рутткаї - Schinagl Ferenc - Марк Ведреш - Лео Вейнер |

1959
| - Bodó Zalán - Cholnoky László - Імре Добозі - Геза Фреуд - Лайош Гатвань - Дьюла Гевеші | - Kocsis Pál - Körner József - Olcsai-Kiss Zoltán - Somogyi Erzsi - Sós József | - Szabó István - Szende Béla - Szép Iván - György Szigeti - Takács Antal - Дьюла Тофальві |

1958
| - Bayer István - Отто Бенедикт - Карой Борш - Ласло Ердей - Пал Ереш - Greguss Pál | - Дьюла Гінч - Kacsó Sándor - Kollányi Ágoston - Мор Корач - Medgyaszay Vilma - Nádasi Ferenc | - János Rajz - Бруно Штрауб - Квартет Татраї - Йожеф Турочі-Тростлер - Vásárhelyi Boldizsár - Verő József |

1957
| - Ене Адам - Роберт Балленеггер - Barta István - Miklós Borsos - Дьюла Давид - Endre Dudich - László Egyed - Ласло Феєш Тот - Fülep Lajos - Віктор Гертлер - Ласло Гіллемот | - Пал Гоморі - Haynal Imre - Heltai Jenő - Маньї Кішш - Золтан Кодай - Габріелла Лакатош - Оскар Малечкі - Андор Манді - Marton Endre - Геза Мартон - Ferenc Medgyessy - Molnár Antal | - Ласло Немет - Somló István - Mária Sulyok - Surányi János - Лорінц Сабо - Szabó Zoltán Gábor - Szentiványi Lajos - Timár József - Магда Тісай - Річард Ванко - Іштван Вент - Агостон Ціммерманн |

1956
| - Ascher Oszkár - Barta Lajos - Bognár Géza - Елма Булла - Csanádi György - Йожеф Дарваш - Domanovszky Endre - Domján József - Тібор Ердеї-Груз - Ernst Jenő - Fekete Lajos - Альберт Фоно - Тібор Галлай | - Gergely Sándor - Gyula Harangozó - Hernádi Lajos - Ференц Янкович - Карой Йордан - Kaesz Gyula - Тібор Кардош - Kőhalmi Béla - Пал Лошонці - Дьордь Лошонці - Фелікс Маріашші - Дьюла Матрай - Іштван Месарош - Mészöly Gyula - Тібор Молнар - Nagyajtai Teréz - Юлія Ороч - Orosz Júlia - Pál József - Ласло Раноді | - Іштван Русняк - Schay Géza - Андраш Шомош - Szabó Imre - Паула Такач - Tompa Sándor - Varga Mátyás - Зольтан Варконьї - Янош Вішкі - Мартон Зілагі - Zorkóczy Béla |

1955
| - József Mátyás Baló - Ілона Банга - Лайош Бардош - Lajos Básti - Шандор Бенчик - Ferenc Bessenyei - Bölöni György - Bruckner Győző - Петер Денеш - Ecker Ferenc - István Eiben - Золтан Фабрі - Анні Фішер - Іштван Гадор | - Geleji Sándor - Gyárfás József - Лайош Ганзо - Іштван Газай - Шандор Герке - Геза Гетеньї - Illés Béla - Міклош Янчо - Дьюла Кадоча - Kapoli Antal - Ferenc Karinthy - Kerényi Jenő - Kiss Árpád - Klaniczay Tibor - Імре Кораньї - Kovács Endre - Lengyel Béla - Ludmann László - Дьордь Лукач - Тамаш Майор | - Дьордь Маркс - Máthé Imre - Андраш Міхай - Olthy Magda - Örösi Pál Zoltán - Андор Піглер - Ласло Редей - Rösler Endre - Імре Шаркаді - Sávoly Pál - Simon István - Берталан Шолті - Ендре Серванскі - Тівадар Урай - Veress Zoltán - Еде Затурецький - Zólyomi Bálint |

1954
| - Ерне Ач - Andor Ajtay - Йожеф Альбрехт - Apáthi Imre - Фридьєш Бан - Тібор Барабаш - Анна Баті - Ене Барчаї - Békésy Miklós - Андраш Бордаш - Buzágh Aladár - Ендре Чаткай - Пал Чонка - Csukás Zoltán - Карой Давид | - Dercsényi Dezső - Fodor Gábor Béla - Földes Pál - Ласло Геревич - Gilyén Jenő - Дьюла Гозон - Пал Ярданьї - Мартон Келеті - Ласло Ковач - Kreybig Lajos - Петер Куцка - Lipták Pál - Liska József - Кальман Лішак - Zoltán Makláry - Manninger Gusztáv Adolf - Maucha Rezső - Агі Месарош - Тівадар Міллнер - Kálmán Nádasdy - Деже Немеш - Oláh Gusztáv | - Лайош Порубскі - Дьордь Ранкі - Адам Регоші - Янош Реннер - Альфред Реньї - Шандор Рідег - Йожеф Шандль - Sebestyén János - Kurt Sedlmayr - Somogyi József - Реже Шоо - Rezső Sugár - Ференц Сабо - Szabó Samu - Арон Тамаші - Імре Вад - Міклош Вайта - Міклош Вермеш - Weichinger Károly - Золтан Зелк |

1953
| - Ábrahám Ambrus Andor - Імре Балла - Густав Барчі - Béla Barsy - Ferenc Bessenyei - Йожеф Бігарі - Borbély Mihály - Янош Бунда - Csicsátka Antal - Csűrös Zoltán - Габор Девечері - Dischka Győző - Domanovszky Endre - Jenő Egerváry - Elekes Ferenc - Лайош Елекеш - Золтан Фабрі - Feleki Kamill - Fodor János - Андор Габор - Міклош Габор - Gegesi Kiss Pál - Ендре Геллерт - Золтан Дьюлаї - Hanna Honthy - Horvai István - Дьюла Ієш | - Imre István - Лайош Єнеї - Kardos László - Мартон Келеті - Kenessey Jenő - Kertai György - Király István - Жигмонд Кішфалуді-Штробль - Іштван Кнєжа - Koch Sándor - Kocsis András - Kompolthy Tivadar - Kónya Lajos - Карой Пал Ковач - Нора Ковач - Ласло Кулін - Ласло Люкс - Іштван Махович - Mátyás Mária - Тібор Мераї | - Müller Sándor - Novobátzky Károly - Шандор Печі - Янош Прост - Rab István - Ференц Ратковскі - Фрідьеш Ріс - Sályi István - Кальман Шандор - Йожеф Шіманді - Somogyi Erzsi - Ласло Штраус - Süveges Dániel - Міхай Секей - Szentgyörgyi Kornél - Карой Сладіц - Бела Секефальві-Надь - Szodorai István - Андраш Тайков - Tarján Gusztáv - Ungvári Lajos - Ungváry László - Золтан Варконьї - Verebélÿ László - Ernő Winter - Янош Замбо |

1952
| - Ерне Ач - Фрідьєш Бан - Геза Барчі - Дьюла Бартош - Bencze László - Benedek Jenő - Ласло Беньямін - Йожеф Чакі-Мароняк - Імре Ченкі - Іштван Чок - Імрене Даніш - Маргіт Дайка - Deák János - Петер Есто - Farkasdi Zoltán - Бела Фогараші - Ласло Форго - Földi Zoltán - Геза Газда | - Карой Гербер - Gerlóczi Lajosné - Оскар Глац - Іштван Гомокі-Надь - Issekutz Béla - Дьордь Іванович - Шандор Яворка - Дьордь Кадар - Kalmár László - Карой Канташ - Kiss Ferenc - Золтан Кодай - Дьордь Конечні - Kovács Dezsőné - Ференц Ладаньї - László Antal - Арпад Лой - Lukács József - Карой Ліка - Ілона Мадяр - Тівадар Марк - Шандор Мікуш - Mislóczky Mátyás - Mócsy János - Еміль Момоньї - Адам Муттнянскі - Nagy Dénes - Nagy Ferenc - Геза Паттантьюш-Абрагам | - Ласло Плешш - Porpáczy Aladár - Progl József - Rábai Miklós - Rőder Béla - Геза Шай - Пал Селеньї - Карой Шимоньї - Шандор Швед - Елемер Садескі-Кардошш - Sándor Szalay - Tibor Szele - Éva Szörényi - Кларі Тольнаї - Аладар Тот - I. Tóth Zoltán - Anna Tőkés - Törő Imre - Пал Туран - Urbán Ernő - Елемер Вадас - József Varga - Отто Варга - {Петер Вереш - Westsik Vilmos |

1951
| - Ajtay Zoltán - Дьордь Алексіц - Антал Бабич - Шаму Балаж - Bárány Nándor - Róbert Berény - Йожеф Бігарі - Агостон Будо - Шандор Ек - Ласло Ердей - Янош Ференчик - Földessy Gyula - Fülöp Zoltán - Маргіт Гаспар - Geleji Sándor - János Görbe - Марія Дьюркович - Дьордь Гайош - Дьордь Гамош - Gyula Háy - Ласло Геллер | - Іштван Горваї - Jánosik János - Лайош Яноші - Ференц Юхас - Мартон Келети - Kerpel-Fronius Ödön - Шандор Котлан - Kovács István - Лайош Куглер - Ласло Лайта - Лайош Ловаш - Густав Олаг - Pais Dezső - Pán József - Parragi György - Шандор Печі - Рожа Петер - Pióker Ignác - Берталан Пор - Schlattner Jenő - Елемер Шулек | - Артур Шомлай - Ласло Шомодьї - Реже Шоо - Ференц Сабо - Пал Сабо - Бенце Сабольчі - Ендре Серванскі - Кларі Тольнаї - Tóth Béla - Ubrizsy Gábor - Міклош Вендель - Vitális Sándor - Winkler Dezső - Іштван Задор - István Zádor - Еде Затурецький |

1950
| - Фрідьєш Бан - Імре Банга - Benjámin László - Csorba Géza - Domján Bálint - Égető Ernő - Тібор Ердеї-Груз - Йожеф Фабік - Ференц Фаркаш - Fodor Gábor Béla - Freund Mihály - Ендре Геллерт - Gémes Ferenc - Арпад Гереч - Пал Гомбаш - Hegyi Barnabás - Геза Гетеньї | - Еде Хорват - Illés Béla - Дьордь Іллеш - Пал Кадоша - Kalmár László - Лайош Кері - Андраш Кертес - Жигмонд Кішфалуді-Штробль - Дьордь Конечні - Kónya Lajos - Kreybig Lajos - Кальман Латабар - Реже Маннінгер - Іштван Маргочі - Дьюла Матраї - Mattyasovszky-Zsolnay László - Агі Месарош - Імре Муска | - Kálmán Nádasdy - Ормаї Арпадне - Pál Pátzay - Геза Петеньї - Золтан Пожоньї - Ласло Редеї - Курт Шедльмайр - Жужа Симон - Сабо Золтан Габор - Янош Сентаготаї - Сочеї Шандор - Бела Секефальві-Надь - Tarján Gusztáv - Tóth János - Варга Барнабаш - Джозеф Варга - Петер Вереш - Vincze Gábor - Лео Вейнер - Ernő Winter |

1949
| - Тамаш Ацел - Ержебет Андич - Бела Балаж - Бек Андраш - Bereczky Endre - Ференц Біро - Богнар Геза - Bokros Birman Dezső - Bruckner Győző - Bugyi István - Buzágh Aladár - Egerváry Jenő - Ember Győző - Анні Фішер - Оскар Геллерт | - Міхай Герендаш - Шандор Гергей - Ерне Гере - Ласло Гіллемот - Гільда Гоббі - Győrffy Barna - Heckenast Gusztáv - Ференц Гонт - Karácsonyi Béla - Кметь Янош - Леваї Андраш - Лайош Лігеті - мате Майор - Йожеф Марек - Ференц Мереї - Шандор Мікуш - Mohácsy Mátyás - Дьюла Моравчик - Шандор Надь - Novobátzky Károly - Ерне Обермаєр - Osváth Júlia - Pach Zsigmond Pál - Імре Палло - Pázsiti Ödön - Берталан Пор - Геза фон Радваньї - Мартон Раткаї | - Янош Равас - Альфред Реньї - Йожеф Реваї - Фридьеш Ріс - Ласло Рудаш - Руднай Дьюла - Іштван Русняк - Шанта Кальман - Schöpflin Aladár - Елемер Шулек - Елемер Садечкі-Кардошш - Міхай Секей - Szőnyi István - Tárczy-Hornoch Antal - Tersánszky Józsi Jenő - Пал Туран - Унгар Імре - Валько Мартон - Vásárhelyi Zoltán - Шандор Вереш - Verő József - Зельк Золтан - Zsigmond László - Міклош Жіраї |

1948
| - Терез Амбруш - Гізі Байор - Бела Барток - Аврель Бернат - Bognár Rezső - Бела Чобель - Іштван Чок - Дьюла Деркович - Тібор Дері - Дезі Губер Іштван - Egry József - Ференц Ердеї - Єне Ернст - Ліпот Феєр - Бені Ференці - Ferenczy Noémi - Мілан Фюшт - пал Гомбаш - Арпад Газі | - Шандор Гоффманн - Horváth János - Дьюла Їєш - дьордь Іванович - Jáky József - Міклош Янчо - Кемень Габор - Кішш Лайош - Золтан Кодай - Йожеф Коста - Алайош Ковач - Маргіт Ковач - Ласло Козма - Калман Лакі - Дьордь Лукач - Тамаш Майор - Medgyessy Ferenc - Йожеф Мекіш - Mihailich Győző - Ерік Молнар - Лайош Надь - Дюла Немет | - Öveges József - Аладар Рац - Széchy Károly - Еміль Шіманек - Шік Шандор - Шомлай Артур - Somogyi Imre - Бруно Штрауб - Ференц Штрем - Нандор Саваї - Széchy Károly - Альберт Сент-Дьордьї - Temesszentandrási Guido - Елемер Вадас - Марк Велреш - Vendl Aladár - Дьюла Вілмон - Геза Земплен - Міхай Бенчик |